# Труден за убиване
„Труден за убиване“ (на английски: Hard to Kill) е американски екшън/трилър от 1990 година на режисьора Брус Малмут. Във филма участват Стивън Сегал, Кели Леброк, Уилям Садлър и Фредрик Кофин. Филмът е пуснат по кината в САЩ на 9 февруари 1990 г. и печели 59 млн. долара приходи.

## Актьорски състав
| Актьор            | Роля                   |
| ----------------- | ---------------------- |
| Стивън Сегал      | Детектив Мейсън Сторм  |
| Закари Розънкранц | Сони Сторм             |
| Кели Леброк       | Андреа „Анди“ Стюарт   |
| Уилям Садлър      | Сенатор Върнън Трент   |
| Фредрик Кофин     | Лейтенант Кевин О'Мали |
| Андрю Блох        | Капитан Дан Хуланд     |
| Бранскомб Ричмънд | Детектив Макс Куентеро |
| Чарлс Босуел      | Детектив Джак Аксел    |
| Джеймс ДиСтефано  | Детектив Нолан         |
| Дийн Норис        | Сержант Гудхарт        |
| Бони Бъроус       | Фелиша Сторм           |
| Лу Бийти младши   | Детектив Карл Бекър    |

## В България
В България филмът е разпространен на VHS от Брайт Айдиас през 1992 г.
През 2012 г. се излъчва и по каналите на Би Ти Ви Медия Груп.